# مودگر

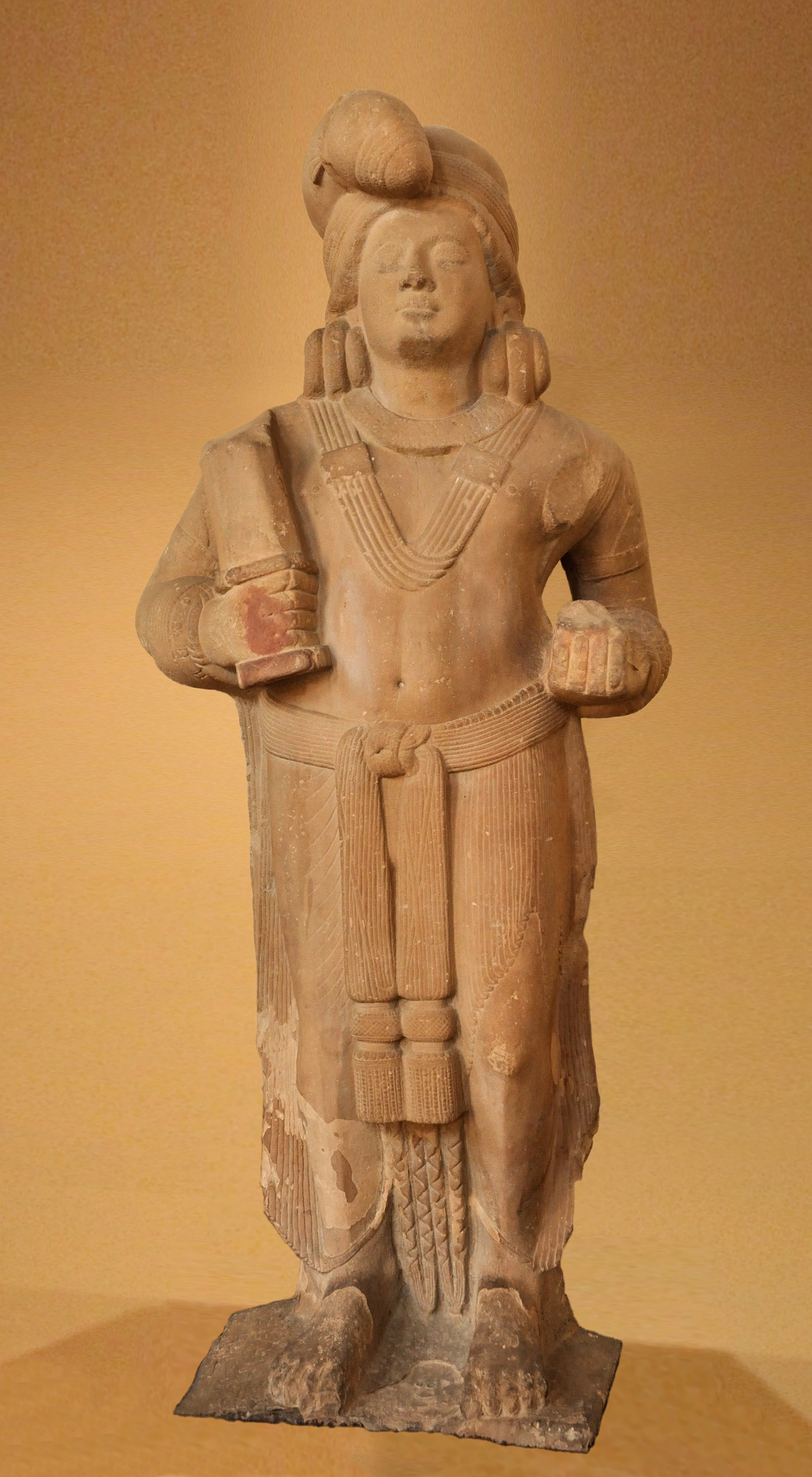

مودگر (سانسکریت: मुद्गर، آوانگاری: mudgara) یا مودگارا نوعی گادا (گرز) از هندوستان است و آن را چوبی می‌دانند اما می‌توان آن را از آهن نیز ساخت.

## استفاده
مودگار در مجسمه‌های هندی باستانی یافت می‌شود، جایی که معمولاً در دستان مجسمه‌های خدایان یاکشا، معروف به مودگارپانی (mudgarapāṇi: دارندگان گرز) دیده می‌شود.
یک داستان باستانی جین به نام آنتاگاداداسائو، داستان مردی به نام آجوناکا را روایت می‌کند که در حال پرستش تصویر "یاکسا که گرز در دست داشت" بود که توسط پنج راهزن مورد حمله قرار گرفت. واقعه ای که نشان از ارادت به یاشکا است. پس از آن، یاکسا، آجوناکا را تسخیر کرد و به او قدرت داد تا پنج راهزن را بکشد.
امروزه، برای اهداف تمرینی و ورزشی، هنگام استفاده از میل‌های هندی، می‌توان از یک یا دو گادای چوبی (مودگار) که وزن آنها تا ۷۰ کیلوگرم می‌رسد، استفاده کرد. می‌توان آن‌ها را به چندین روش مختلف پشت سر تاب داد. این تمرین‌ها به ویژه برای تقویت و استقامت شانه‌ها مفید است.

## نمونه‌ها

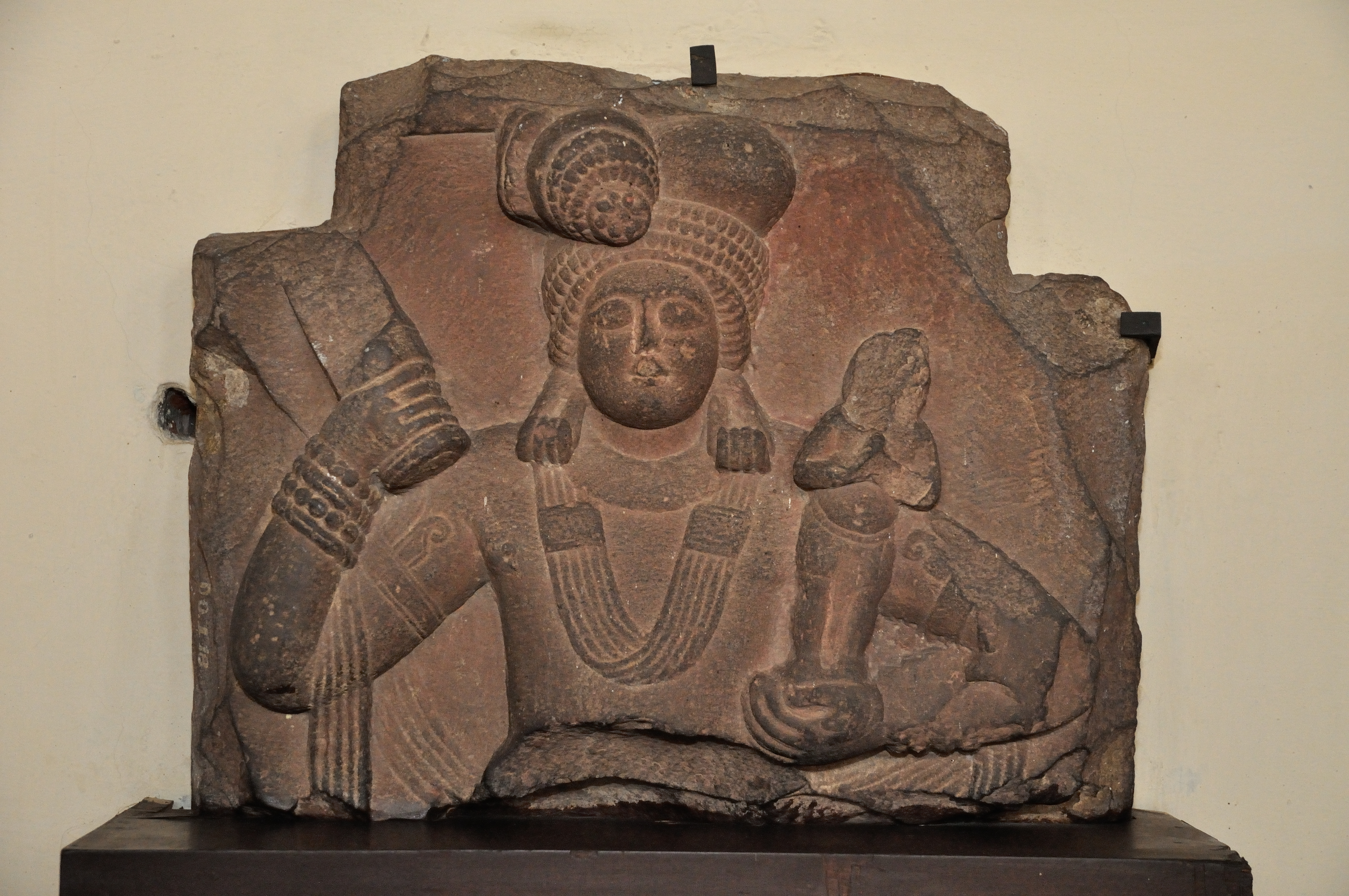
یاکشا با مودگار به دست - ۱۰۰ سال قبل از میلاد